# 바순 협주곡
《바순 협주곡 바장조 작품번호 75》는 카를 마리아 폰 베버가 1811년에 작곡한 협주곡이다.

## 악기 구성
이 협주곡은 바순, 플루트 2, 오보에 2, 바순 2, 호른 2, 트럼펫 2, 팀파니 및 현악기로 구성된다. 

## 악장
총 3개의 악장으로 구성되어 있다:
1. 1악장: 알레그로 마 논 트로포 (바장조)
2. 2악장: 아다지오 (내림 나장조)
3. 3악장: 론도 (바장조)